# James McLamore

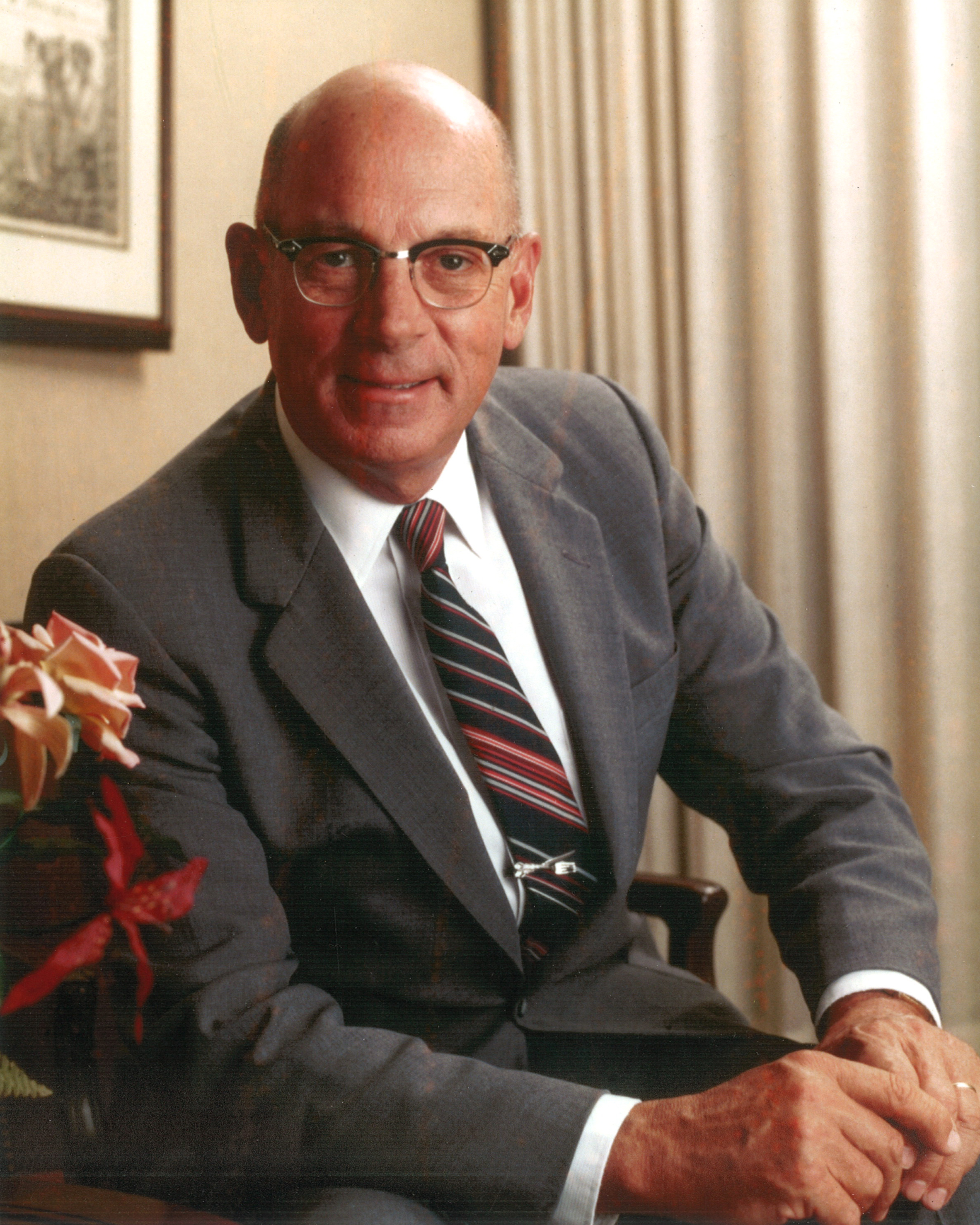
James McLamore

James Whitman McLamore, född 30 maj 1926, död 9 augusti 1996, var en amerikan som var en av två grundare till snabbmatskedjan Burger King 1954. De två sålde företaget till Pillsbury 1967, men McLamore stannade kvar som företagets VD till 1970 och som styrelseordförande till 1976.